# Чист и трезвен
„Чист и трезвен“ (на английски: Clean and Sober) е американски драматичен филм от 1988 г. на режисьора Глен Гордън Карън с участието на Майкъл Кийтън в ролята на агент на недвижими имоти, който се бори със зависимостта си към наркотиците. Това е отклонение към драматичните роли за Кийтън, който допреди това играе предимно в комедии. Поддържащият състав включва Кати Бейкър, Ем Емет Уолш, Морган Фрийман и Тейт Донован.